# Ogliastra (provins)
Provinsen Ogliastra (it. Provincia dell'Ogliastra) var en provins i regionen Sardinien i Italien. Byerne Lanusei og Tortolì var provinsens hovedbyer.
Der var 58.389 indbyggere ved folketællingen i 2001.

## Geografi
Provinsen Ogliastra grænser til:
- i nord og vest mod provinsen Nuoro,
- i øst mod Tyrrhenske hav og
- i sydvest mod provinsen Cagliari.

En del af Nationalpark Gennargentu ligger i provinsen.
- Wikimedia Commons har flere filer relateret til Ogliastra (provins)

39°52′00″N 9°33′00″Ø / 39.86664°N 9.55°Ø